# 꼬비꼬비
《꼬비꼬비》(Koby-Koby)는 1995년에 KBS 2TV에서 기획하여 한신코퍼레이션과 공동제작한 TV 만화영화 시리즈이다. 한국의 민속문화에 등장하는 도깨비를 의인화하여 인간소년 깨동과 꼬비를 비롯한 도깨비들의 모험과 우정을 그리고 있는 이 작품은 1992년 KBS TV 만화영화 시나리오 공모 당선작(황은주 지음)을 바탕으로 기획해 처음에 4부작 TV 스페셜로 시작하여 총 3기까지 방영되었다.

### 방송 일시
| 방송 채널 | 방송 기간                         | 방송 시간 |
| KBS 2TV   | 1995년 4월 28일 ~ 6월 2일         | 종료      |
| KBS 2TV   | 1996년 8월 23일 ~ 11월 22알       | 종료      |
| KBS 2TV   | 1997년 9월 12일 ~ 12월 5일        | 종료      |
| KBS 2TV   | 1998년 10월 9일 ~ 1999년 4월 16일 | 종료      |

### 목소리 출연
- 김정애 - 꼬비
- 최수민 - 깨동
- 이정은
- 장광 - 도깨비 대왕, 무차베, 망태할아버지
- 안경진 - 꽃신, 옥반지
- 차명화 - 이슬이
- 문관일 - 대장도깨비
- 최덕희 - 깨막, 벨로시
- 김준
- 함수정 - 리나
- 홍두깨

## 제작진

### 1기
오프닝 크레딧
- 시나리오: 황은주
- 각색: 이광조
- 애니메이션 감독: 송정율
- 텔레시네: 김학수
- 그래픽 디자인: 주성혜
- 작사·작곡: 송정율
- 노래: 신해옥, 김지현, 방대식
- 음향효과: 최경상, 박언철, 박종천, 배윤영
- 음악: 이남홍, 안문규
- 녹음: 김희집, 장문정
- 프로듀서: 민영문
- 공동제작: (주)한신코퍼레이션

엔딩 크레딧
- 레이아웃: 김완수, 유은미, 이성희
- 원화: 김완수, 황인학, 최은주
- 원화작감: 김지은
- 동화: 박승미, 김정숙, 임주희, 김민자, 안미화
- 동화작감: 이형일
- 선화: 남영미
- 검사: 김영우
- 배경: 박정서, 박은서
- 색지정: 김경숙
- 채화: 김옥순, 박은숙
- 미술효과: 김성진
- 촬영: 황영연, 나창화, 정승용, 박정수
- 필름편집: 채의현, 김영옥
- 제작진행: 임진영, 김익환
- 제작총지휘: 최신묵
- VTR편집: 홍종만
- CG: 박유진
- 편성기획: 윤대작

### 2기
- 애니메이션 감독: 송정율
- 시나리오: 이광조
- 원화: 김선영, 엄미용, 김재용
- 원화작감: 김지은
- 동화: 정재옥, 조승옥, 김금선, 안미화
- 동화작감: 남경보
- 복사: 김광훈
- 선화: 이은미, 유혜리
- 색지정: 이미화
- 채화: 김양정, 이선정, 송희라
- 미술감독: 이봉수
- 배경: 황재덕
- 미술효과: 김태욱
- 최종검사: 이상헌
- 촬영: 송선화
- 제작진행: 이용헌, 신경호
- 텔레시네: 김학수
- 그래픽 디자인: 주성혜
- 주제가 작사·작곡: 최만식
- 노래: 신해옥, 김지현, 방대식
- 음악: 안문규
- 음악효과: 최경상
- 특수음향효과: 김희집
- 녹음: 박영례
- 컴퓨터그래픽: 박유진
- 편성기획: 윤대작 → 강성철
- 프로듀서: 민영문, 한화성
- 공동제작: (주)한신코퍼레이션

## 등장인물
TV 스페셜
- 꼬비

밤에만 도깨비로 변하며 낮에는 몽당빗자루 형상이다.
- 깨동

인간소년으로 도깨비들은 그를 김서방이라 부른다. 우연한 기회로 꼬비와 도깨비 일행들을 만나고 이후 여러 모험을 겪는다. 주문을 외워서 꼬비와 합체할 수 있다.
- 대장도깨비

반달산 도깨비들의 수장으로 꼬비의 아버지이다. 낮에는 싸리 빗자루 형상이다.
- 깨막

꼬비의 친구로 낮에는 깨진사발 형상이다.
- 도깨비 대왕

도깨비들의 왕.
- 꽃신

꼬비의 여자친구로 낮에는 꽃신 형상이다.
- 리나

인간소녀로 무차베 박사에게 아이들을 납치하도록 강요당하고 있다.
- 무차베

지구인으로 변장하여 아이들을 납치하는데 앞장선다.
2~3 기 추가된 인물
- 망태할아버지

낮에도 물건으로 변하지 않는 낮도깨비로 원래는 망태기였다. 밤도깨비들과 인간들을 괴롭히기 위해 여러 가지 음모를 꾸민다.
- 홍두깨

낮에도 물건으로 변하지 않는 낮도깨비로 원래는 홍두깨였다. 밤도깨비들과 인간들을 괴롭히기 위해 여러 가지 음모를 꾸민다.
- 옥반지

낮에는 옥반지 형상이다.
- 벨로시

## 방영 목록

### 1기
| 회차      | 주제              | 본 방송일       |
| 1화       | 도깨비들의 등장   | 1995년 4월 28일 |
| 2화       | 사라지는 친구들   | 1995년 5월 12일 |
| 3화       | 우주인의 정체     | 1995년 5월 19일 |
| 최종화(4) | 백두무궁 한라삼천 | 1995년 6월 2일  |

### 2기
| 회차       | 주제               | 본 방송일        |
| 1화        | 돌아온 친구들      | 1996년 8월 23일  |
| 2화        | 아닌 밤중에 홍두깨 | 1996년 8월 30일  |
| 3화        | 돈벼락 소동        | 1996년 9월 6일   |
| 4화        | 망태 할아버지      | 1996년 9월 13일  |
| 5화        | 꼬비 봉과 여의 봉  | 1996년 9월 20일  |
| 6화        | 별나라 공룡 (상)   | 1996년 10월 4일  |
| 7화        | 별나라 공룡 (하)   | 1996년 10월 11일 |
| 8화        | 날아라! 방패연     | 1996년 10월 18일 |
| 9화        | 옹고집 (상)        | 1996년 10월 25일 |
| 10화       | 옹고집 (하)        | 1996년 11월 1일  |
| 11화       | 용궁에 간 도깨비   | 1996년 11월 8일  |
| 12화       | 반달산 이무기      | 1996년 11월 15일 |
| 최종화(13) | 돌아온 꽃신 도깨비 | 1996년 11월 22일 |

### 3기
| 회차       | 주제                         | 본 방송일        |
| 1화        | 이상한 장난감                | 1997년 9월 12일  |
| 2화        | 반달산 명가수, 혹부리 도깨비 | 1997년 9월 19일  |
| 3화        | 도깨비 흥부전                | 1997년 9월 26일  |
| 4화        | 도깨비 놀부전                | 1997년 10월 3일  |
| 5화        | 공포의 팥죽                  | 1997년 10월 10일 |
| 6화        | 아기강시 꼭지콩              | 1997년 10월 17일 |
| 7화        | 신비의 옥피리 (상)           | 1997년 10월 24일 |
| 8화        | 신비의 옥피리 (하)           | 1997년 10월 31일 |
| 9화        | 하얀제비                     | 1997년 11월 7일  |
| 10화       | 지독한 구두쇠 꼼쟁이         | 1997년 11월 14일 |
| 11화       | 자린깨비                     | 1997년 11월 21일 |
| 12화       | 천년 도깨비                  | 1997년 11월 28일 |
| 최종화(13) | 옥반지의 자장가              | 1997년 12월 5일  |